# Tschiertschen

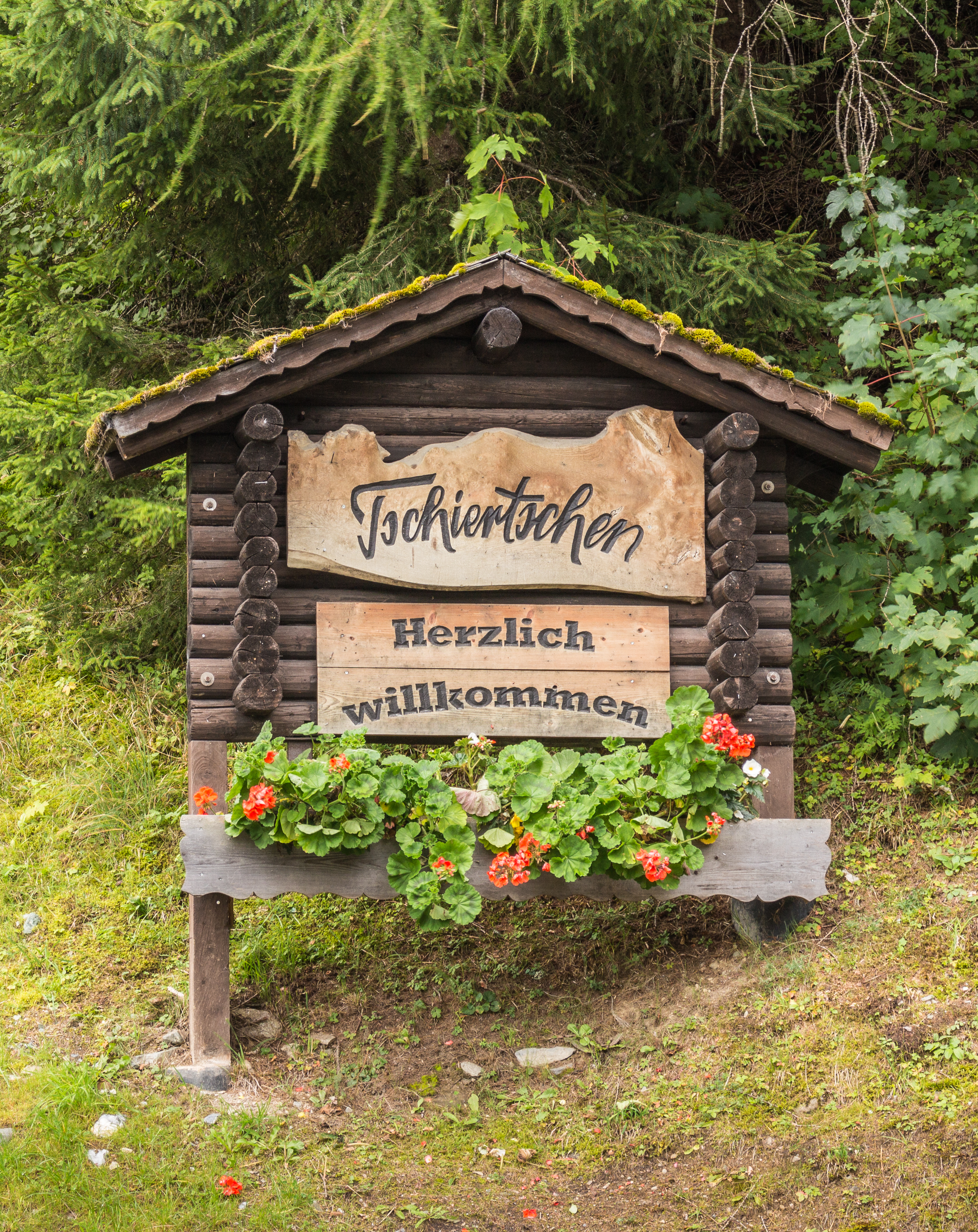
Welkom in Tschiertschen.

Tschiertschen is een plaats en voormalige gemeente in het Zwitserse kanton Graubünden, en maakt deel uit van het district Plessur. Tschiertschen telt 219 inwoners. Sinds 1 januari 2009 is deze gemeente gefuseerd met Praden tot de gemeente Tschiertschen-Praden.

## Holzsägewerk Sagi Tschiertschen
Houtzagerij Sagi Tschiertschen wordt aangedreven door het water van de Sagäbach. De houtzagerij is gebouwd in 1920 en gerenoveerd in 1989.

Er worden demonstraties voor belangstellenden gehouden tussen mei en september.

## Fotogalerie Holzsägewerk Sagi Tschiertschen

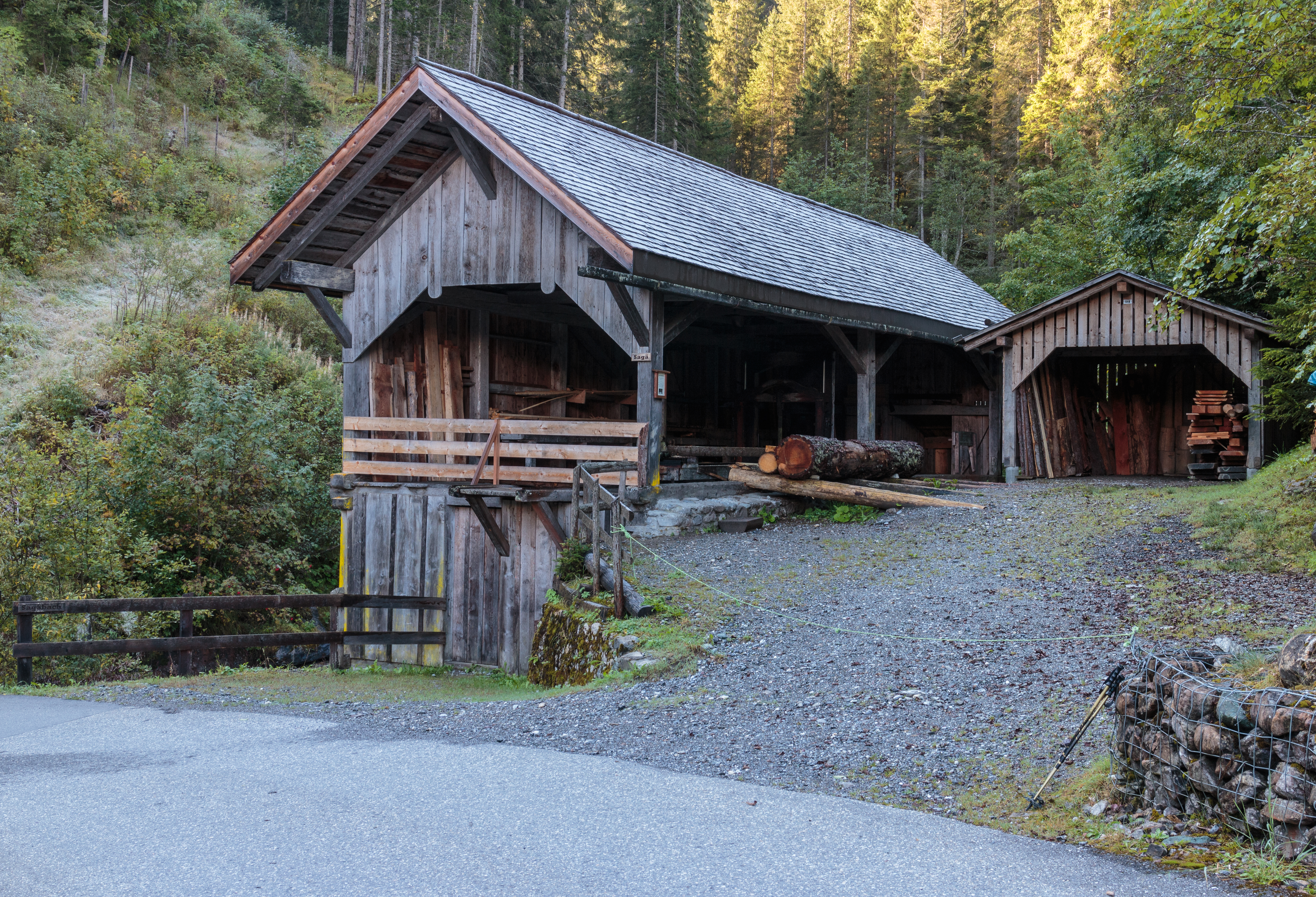
Gebouw.
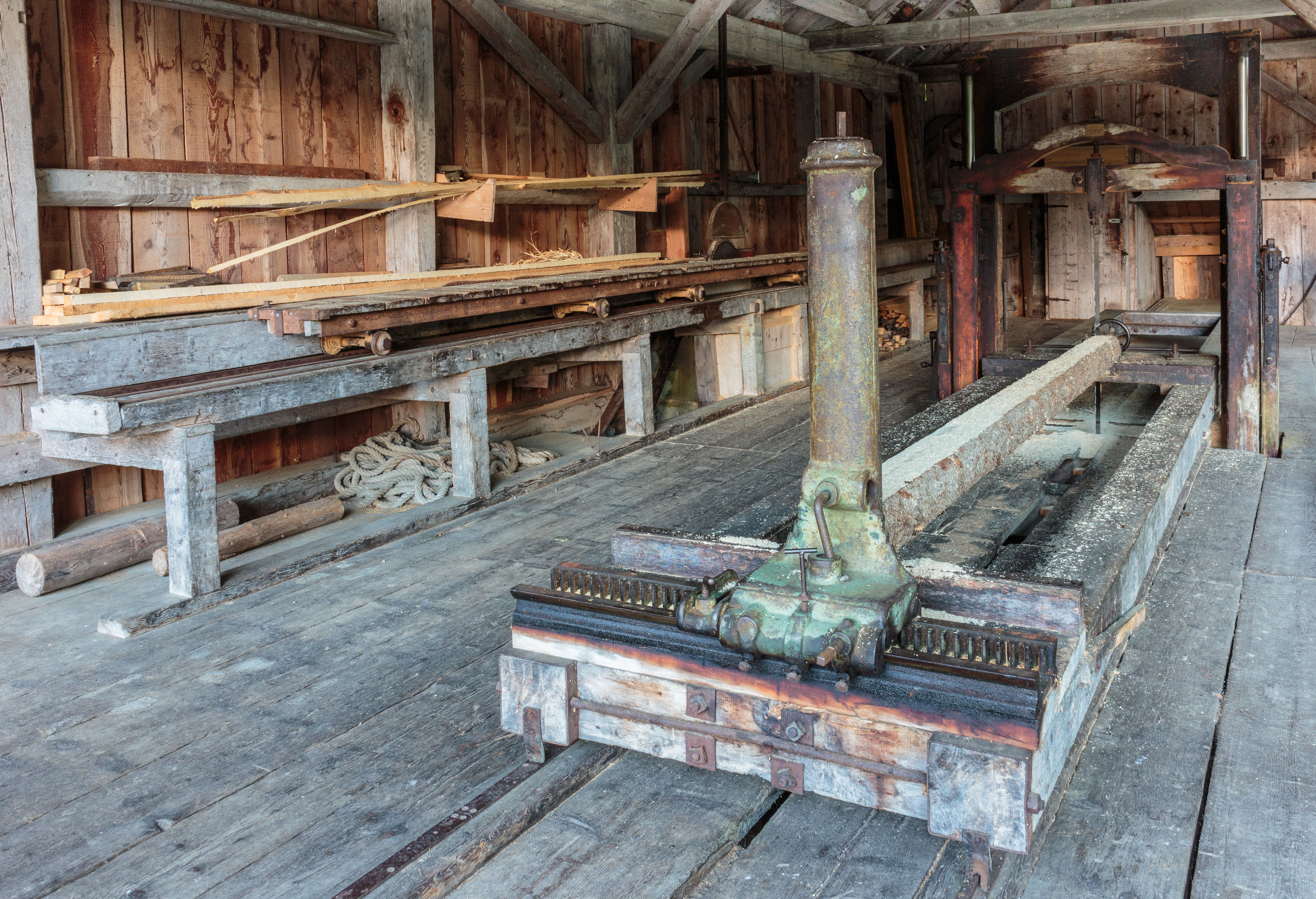
Houtzaagmachine.
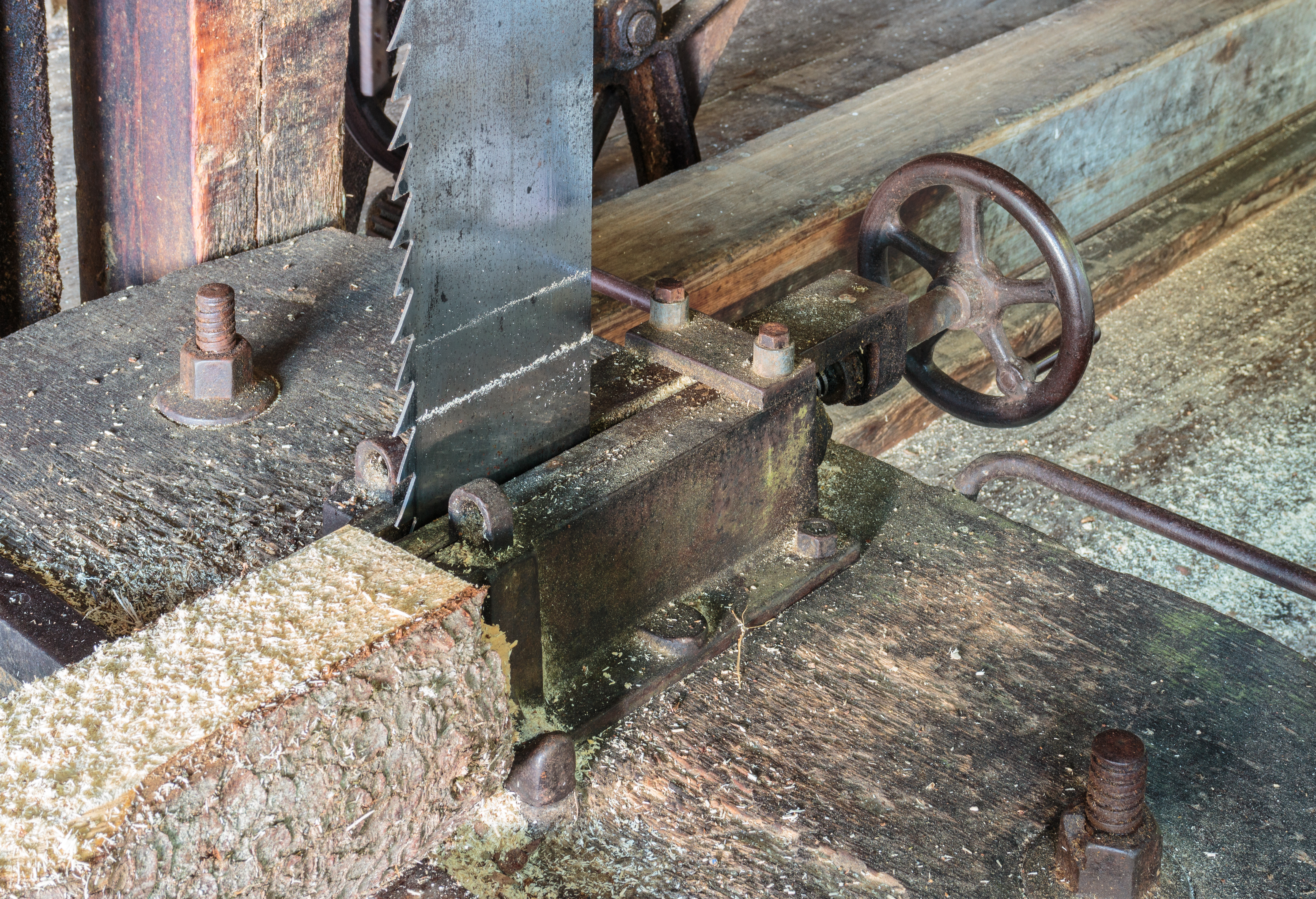
Houtzaagmachine. Detail.
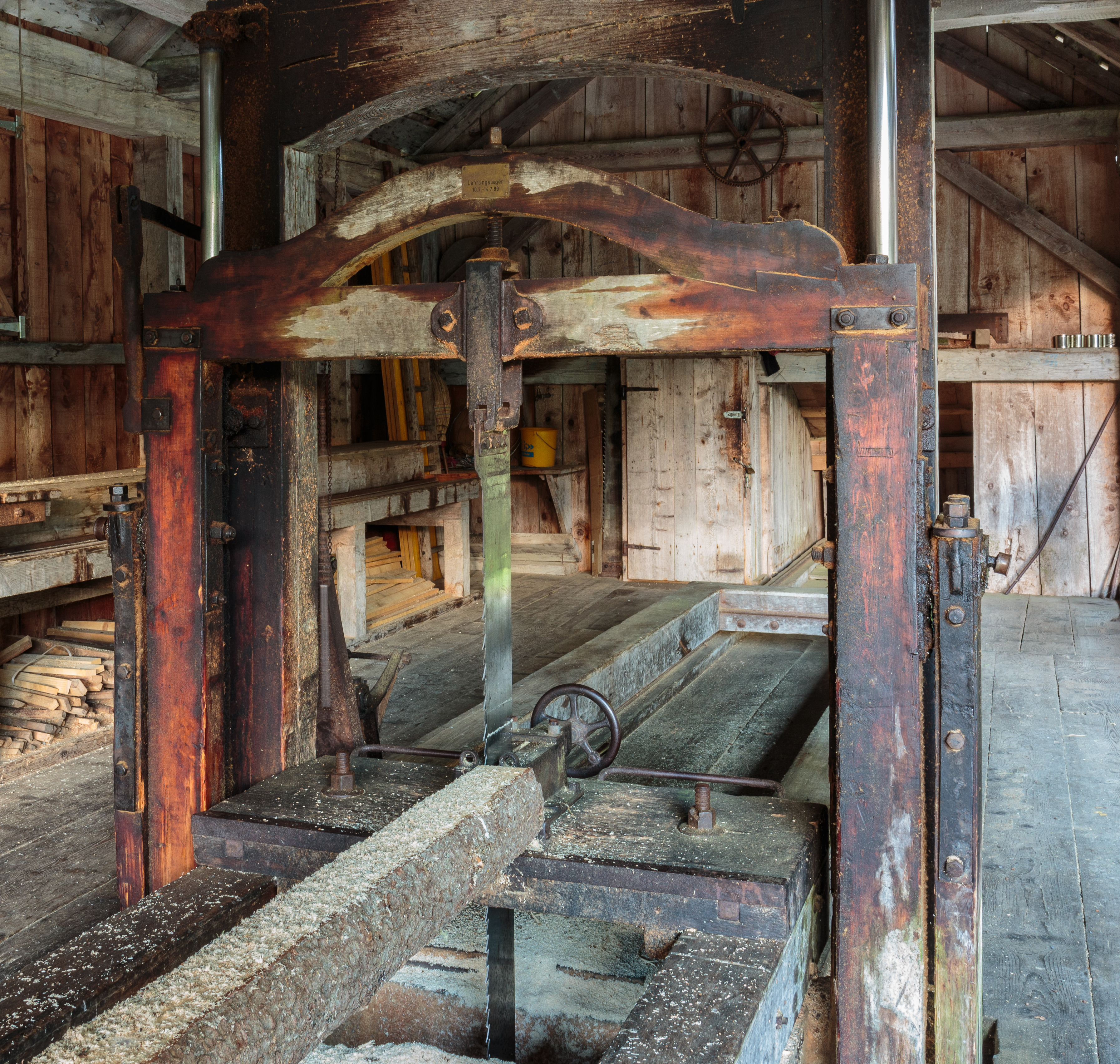
Houtzaagmachine. Detail.